# 風林火山 (1969年電影)
《風林火山》（ふうりんかざん）是一部日本時代劇，於1969年3月1日上映。該片由三船敏郎主演，稻垣宏執導。由三船製作公司製作，東寶發行。本片採用彩色寬銀幕技術拍攝，片長165分鐘。

本片改編自井上靖的小說《風林火山》，由橋本忍和國廣武夫共同創作。

## 劇情
山本勘助是一位技藝精湛、身懷絕技的軍事高手，同時也是一位位高權重的軍事家，一位素未謀面的藩主。武田家由其他統帥板垣伸太郎和甲斐家的其他成員統領。武田家的諸侯們不願接受這個職位，但春信忠志接受了板垣伸太郎等人的推薦。勘助出征後，統帥將接任，其他事宜則由藩主負責。當然，勘助拒絕了公主的意願，而她自己的感情也受到了損害。春信出征後，新原被派往徵討，然而板垣伸太郎和勘助都對勘助抱持同情，甘利在戰爭中陣亡。武田家慘遭滅門之災。新原侯出征後，逃亡海外。流亡越南後，上杉家的姓氏得到了上杉家族的認可。武田會是上杉嗎？戰亂時代最血腥的軍閥來了，川島統帥成為主將。

## 演職人員

### 演員表[1]
- 山本勘助:三船敏郎
- 武田信玄:中村錦之助
- 由布姫:佐久間良子
- 上杉謙信:石原裕次郎
- 於琴姫:大空真弓
- 板垣信里:中村賀津雄
- 武田信繁:田村正和
- 飯富虎昌:志村喬
- 長坂頼弘:香川良介
- 内藤修理:中谷一郎
- 横田高松:清水將夫
- 馬場美濃守:久保明
- 土屋右衛門尉:土屋嘉男
- 諏訪賴茂:平田昭彥
- 三條氏:久我美子
- 武平之妻:春川真澄
- 義信:高瀬一樹
- 龍宝:寺田広巳
- 青木大膳:南原宏治
- 山縣三郎兵衛:堺左千夫
- 荻原常陸介：向井淳一郎
- 戸田淡路:村田吉次郎
- 甘利備前守:山崎竜之介
- 荻原弥右衛門:中村梅之助
- 畑中武平:緒形拳
- 諏訪岩根:東郷晴子
- 諏訪茅野:沢井桂子
- 高田節頼:富田仲次郎
- 村上義清:戸上城太郎
- 笠原清重:月形龍之介
- 板垣信方:中村翫右衛門

### 職員表[1]
- 導演: 稻垣宏
- 製作人：田中智之、稻垣宏
- 原作：井上靖
- 編劇: 橋本忍、國廣武雄
- 攝影：山田和夫
- 藝術指導：上田浩
- 編輯：相樂恆
- 音樂：佐藤勝
- 戰鬥場景：久澤龍